# Andrew Jensen
Andrew Jensen (født 1960) er en dansk-britisk radiovært. Han debuterede i 1981 med programmet The Andy Jensen Show på lokalradiostationen Kingstown Radio i Hull, England. I 1982 kom han til DR P3, og har siden været vært på programmer som Hej P3, Go' morgen P3, Varm Weekend, Hit På Hit og X3. Fra januar 1994 til marts 2010 var Jensen vært på hitlisteprogrammet Tjeklisten. Med nedlæggelsen af programmet bliver han i stedet aftenvært på P4 fra slutningen af april 2010. Han fortsætter desuden med at udvælge musik til P4, en funktion han har varetaget i samarbejde med musikredaktør Henrik Wacher i et år.
I 2005 udgav han med Jan Poulsen bogen Hitlisten – 2.015 hits på Tjeklisten, i anledningen af programmets 10 års jubilæum, hvor de gennemgår 2.015 numre fra listen. Bogen indeholder også interview med populære danske artister, der har haft hits på Tjeklisten, som Safri Duo, Søs Fenger, Tim Christensen og Me & My.